# Crnjelovo Gornje
Crnjelovo Gornje (cyr. Црњелово Горње) – wieś w Bośni i Hercegowinie, w Republice Serbskiej, w mieście Bijeljina. W 2013 roku liczyła 1279 mieszkańców.